# 冯·卡门陨击坑

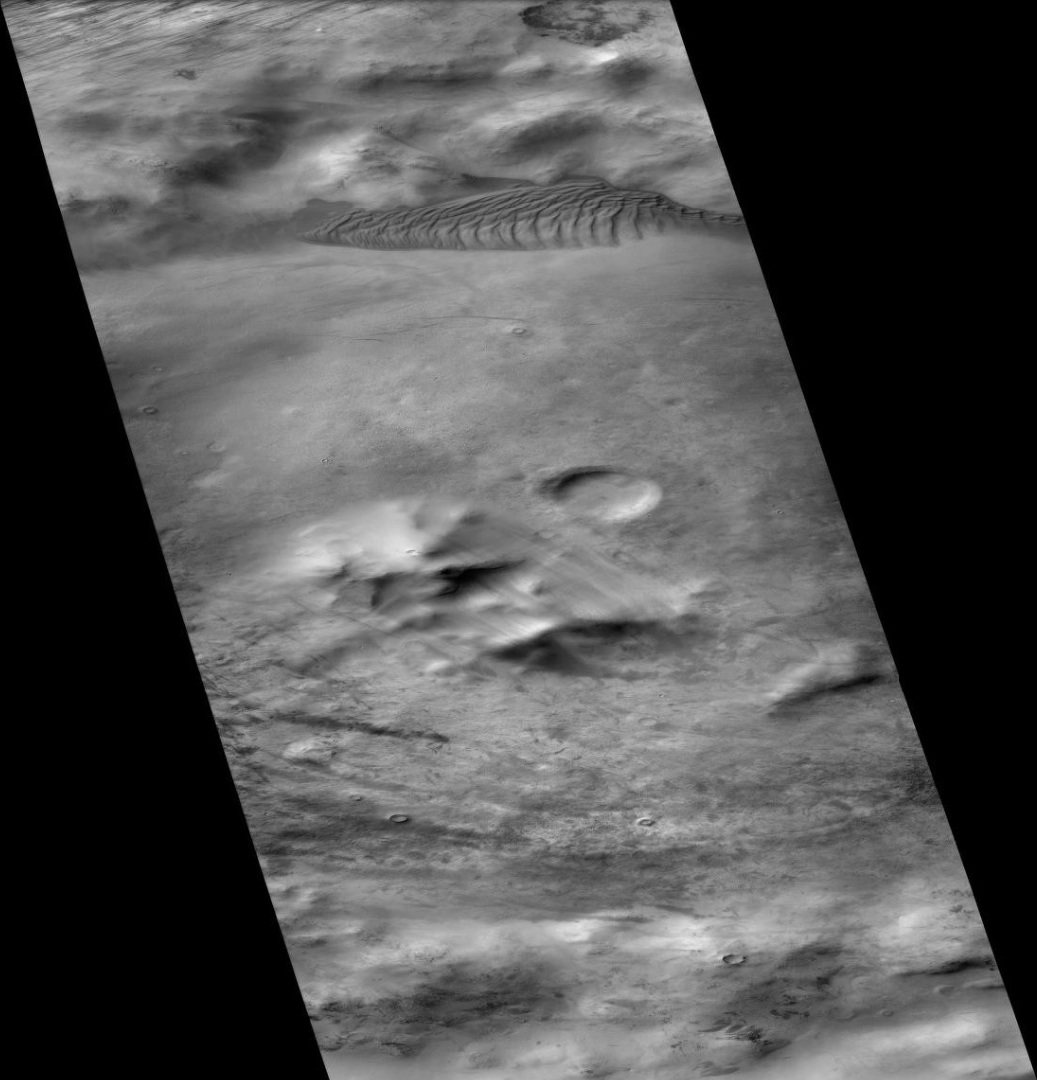
火星勘测轨道飞行器背景相机拍摄的冯·卡门陨击坑，顶部附近的深色部分是沙丘。

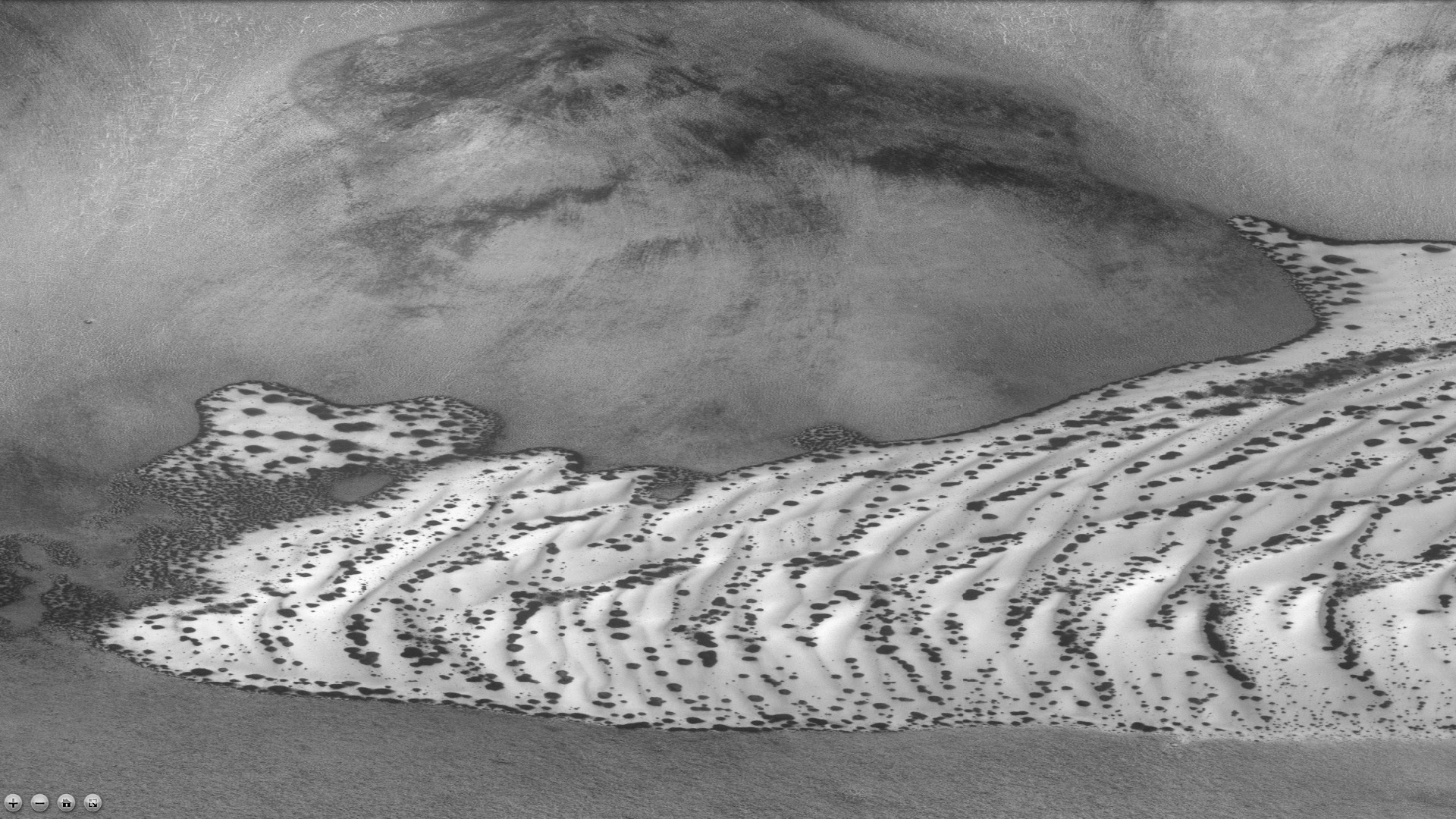
火星勘测轨道飞行器背景相机拍摄到冯· 卡门坑中正在化霜的沙丘，左侧黑色区域是化霜后的黑色沙丘，该照片拍摄于火星春季。

冯· 卡门陨击坑（Von Karman）是火星阿耳古瑞区的一座撞击坑，其中心坐标位于南纬64.6度、西经58.5度处，直径90公里（56英里）。它最初是在1969年由水手7号所观察到，1999年火星全球探勘者号上的火星轨道器相机提供了更详细的照片。该特征取名自匈牙利裔美籍工程师暨物理学家西奥多·冯·卡门（1881年-1963年），1973年被国际天文联合会行星系统命名工作组批准接受。
火星陨击坑内分布有大片的沙丘，沙丘通常很黑，因为它们含有黑色火山玄武岩。但在冬季它们会被霜冻覆盖。下面的图片显示了正在消失的霜冻，黑斑出现在火星高纬度地区的沙丘上，有时会在黑斑附近形成间歇泉。 
沙丘有两种主要特征，黑色沙丘斑和蜘蛛状细沟，它们出现于火星初春时节被二氧化碳（CO2或“干冰”）所覆盖的区域，主要分布于沙丘脊和沙坡上。到初冬时就会消失，这种黑斑通常为圆形的，但出现在斜坡上时，通常会拉长。
在这些地方，矿物颗粒可能被一层薄薄的水膜覆盖，这将会抑止矿物的化学风化，并可能有助于潜在火星生物的生存。研究表明，在某些时间和地点，火星表面可能存在水薄膜。在一些地区，液态水薄膜可能会在一天中较温暖时段连续出现38个火星日。而随着春季阳光的增强，一些地区的二氧化碳气体喷流将黑色尘埃喷射到空气中。这些尘尘增加了对光的吸收，并导致温度上升到水在那里可以短暂地存在。

## 另请查看
- 火星撞击坑